# Partizan Bumbarevo Brdo
Partizan Bumbarevo Brdo, serb: ФK Пapтизaн Бумбapeвo Бpдo – serbski klub piłkarski ze wsi Bumbarevo Brdo, utworzony w 1946 roku. Obecnie występuje w Srpska Liga Zapad.